# 永井尚長
永井 尚長（ながい なおなが）は、丹後国宮津藩2代藩主。永井家宗家4代。

## 生涯
承応3年（1654年）、初代藩主永井尚征の三男として生まれる。兄の尚房が早世（『遊所吉原にて横死』と記録される）したため、寛文6年（1666年）に嫡子となる。延宝元年（1673年）11月11日に父が死去したため、延宝2年（1674年）1月10日に家督を継いだ。延宝7年（1679年）11月1日には奏者番に任じられた。
延宝8年（1680年）5月に4代将軍徳川家綱が死去すると、6月26日に芝の増上寺で法会が行われ、尚長はその奉行に任じられた。ところが法要の最中、志摩鳥羽藩主で方丈口勤番を務めていた内藤忠勝に刺殺された。享年27。殺害された理由は忠勝の狂気のためと『徳川実紀』などの史料には記されているが、忠勝との不和が原因とも、逆に尚長が忠勝に遺恨をもって斬りかかったが返り討ちにあったという説もある。
尚長には嗣子がなく、また殺害された経緯から改易に処された。しかし後に弟の永井直圓に1万石が与えられ、大和新庄藩主として大名永井宗家を再興している。
尚長は学問を好んだことから、文人藩主と称された。

## 系譜
- 父：永井尚征（1614-1673）
- 母：不詳
- 正室：青山宗俊の娘